# Szántó Kálmán
Szántó Kálmán, született Schäfer (Nádudvar, 1861. február 26. – Budapest, 1923. szeptember 16.) bölcseleti doktor, főreáliskolai tanár, író, tankönyvíró.

## Élete
Szántó (Schäfer) Illés és Grosz Eszter (1834–1896) fia. Kecskeméten nevelkedett, miután atyja 1874-ben mint megválasztott tanító családjával együtt oda költözött. Itt végezte a református kollégiumban iskoláit. 1883-ban tett tanári vizsgát a magyarból és németből. 1884-ben Körmöcbányára került polgári iskolai tanárnak. 1890 februárjában Kecskemétre ment állami főreáliskolai tanárnak.
Cikkeket, költeményeket, beszélyeket írt a Magyar Nyelvőrbe (1880-81. nyelvészeti cikkek, Beregszászi Nagy Pál élete és munkái sat.), a Vasárnapi Ujságba (1862.), Fővárosi Lapokba (1883-84.), Kecskeméti Lapokba 1882-83. 16. sz. Bánk-bán útja sat.), a Magyarország és a Nagyvilágba (1883-84.), a Pesti Hírlapba (1883. 257., 259. sz., 1884.), Pesti Naplóba (1884. 129. sz. Horvát Istvánról), Koszorúba (1884-85. és 1890-től), Harmóniába (1885), Ország-Világba (1887.), Nemzeti Nőnevelésbe (1887, 1889.), Kecskemétbe (1892. 47. sz. Katona József az ember), a Budapesti Naplóba (1892. 135. sz. Beethoven), Uj Időkbe és később a Budapesti Naplónak rendes tárcaírója volt sat.

## Munkái
- Elbeszélések. Budapest, 1885. (Ism. Egyetértés 1884. 254., Főv. Lapok 1885. 13. sz.).
- Tóth Ede. (Falu rossza. Kintornás család. Toloncz). Uo. 1886.
- Irály- és költészettan, a polgári és felsőbb leányiskolák számára. Uo. 1887. (2. átdolg. kiadás 1889., 3. k. 1994., 4. k. 1902. Iránytan cz.).
- Olvasókönyv az Irály- és költészettanhoz. Uo. 1887. Két kötet. (2. átdolgozott kiadás. Uo. 1890. II. 3. k. 1902. Uo.).
- Taine. A németalföldi művészet philosophiája. Francziából ford. Uo. 1881. (Olcsó Könyvtár 241.).
- Magyar nyelv- és olvasókönyv polgári és felsőbb leányiskolák használatára tárgyi és nyelvi jegyzetekkel ellátva. Uo. 1888. két kötet. (II. 2. átdolg. k. Uo. 1890.).
- A magyar nemzeti irodalom története, tanítóképző intézetek, polgári és felsőbb leányiskolák számára. Tárgyi és nyelvi magyarázatokkal ellátva. Uo. 1890. (3. jav. kiadás 1892., 4. átdolg. k. irodalmi és műtört. képekkel, középiskolák számára 1900. Uo. Ism. Tanáregylet Közl. XXV.)
- Magyar irodalomtörténeti olvasmányok iskolák és a művelt közönség használatára. Tárgyi és nyelvi magyarázatokkal. Uo. 1890. (Ism. Tanáregylet Közlönye XXV. 1895.).
- Stilisztika. Uo. 1893.
- Szerkesztéstan. A stilisztika második része. Uo. 1895.
- Weér Judit és egyéb elbeszélések. Uo. 1896. (Ism. Jelenkor 34., Kecskeméti Lapok 44. sz., A Hét 52., M. Szemle 1897., M. Ujság 8., Nemzeti Ujság 27. sz.).
- Alkonyat. Regény. Uo. 1897. (Egyetemes Regénytár XIII. 6. Ism. M. Kritika 30., Egyetértés 197., Nemzet 1898. 131. sz.).
- Rhetorika. A prózai műfajok ismertetése. Uo. 1899. (Ism. Hivatalos Közlöny 20. sz.).
- Poétika. Uo. 1901. (Ism. Hivatalos Közlöny).

## Jegyei
(Sz. K.), n, -nt-Im, Ón, Irón, (sz), (Vasárnapi Ujság 1883, Kecskeméti Lapok 1882-83, Fővárosi Lapok 1883-84), és a Pesti Hirlapban (1883-84).